# Каскаланела (Рагуза)
Каскаланела је насеље у Италији у округу Рагуза, региону Сицилија.
Према процени из 2011. у насељу је живело 11 становника. Насеље се налази на надморској висини од 212 м.